# Дальне-Ключевская улица
Да́льне-Ключе́вская у́лица — улица в Томске, от проспекта Ленина до улицы Пушкина.

## История

### XVIII-XIX век
Название улицы связано с имевшимися здесь родниками воды (ключами), эти ключи считались дальними, в отличие от ключей на Обрубе — ближних, и ключей на пересечении Подгорной Болотной улицы (ныне — Загорной) с Карповским переулком — средних.
Улица располагается в историческом районе Пески и сформировалась в конце XVIII века как путь к северному выезду из города. Вероятно, она появилась непосредственно в связи с возникновением здесь в 1770-1780-х годах Вознесенского кладбища, которое располагалось по чётной стороне улицы перед пересечением с Иркутским трактом на месте современного завода «Сибкабель». В 1787 году на кладбище была освящена деревянная Вознесенская церковь, после пожара была перестроена в камне по проекту архитектора П.В. Раевского в 1810 году. На кладбище были похоронены многие известные жители Томска — чета Цибульских, Ф. Пушников, П. Вытнов, А. Пастухов, И. Еренев, художник П. Кошаров, писатель Валентин Курицын, написавший роман «Томские трущобы». 

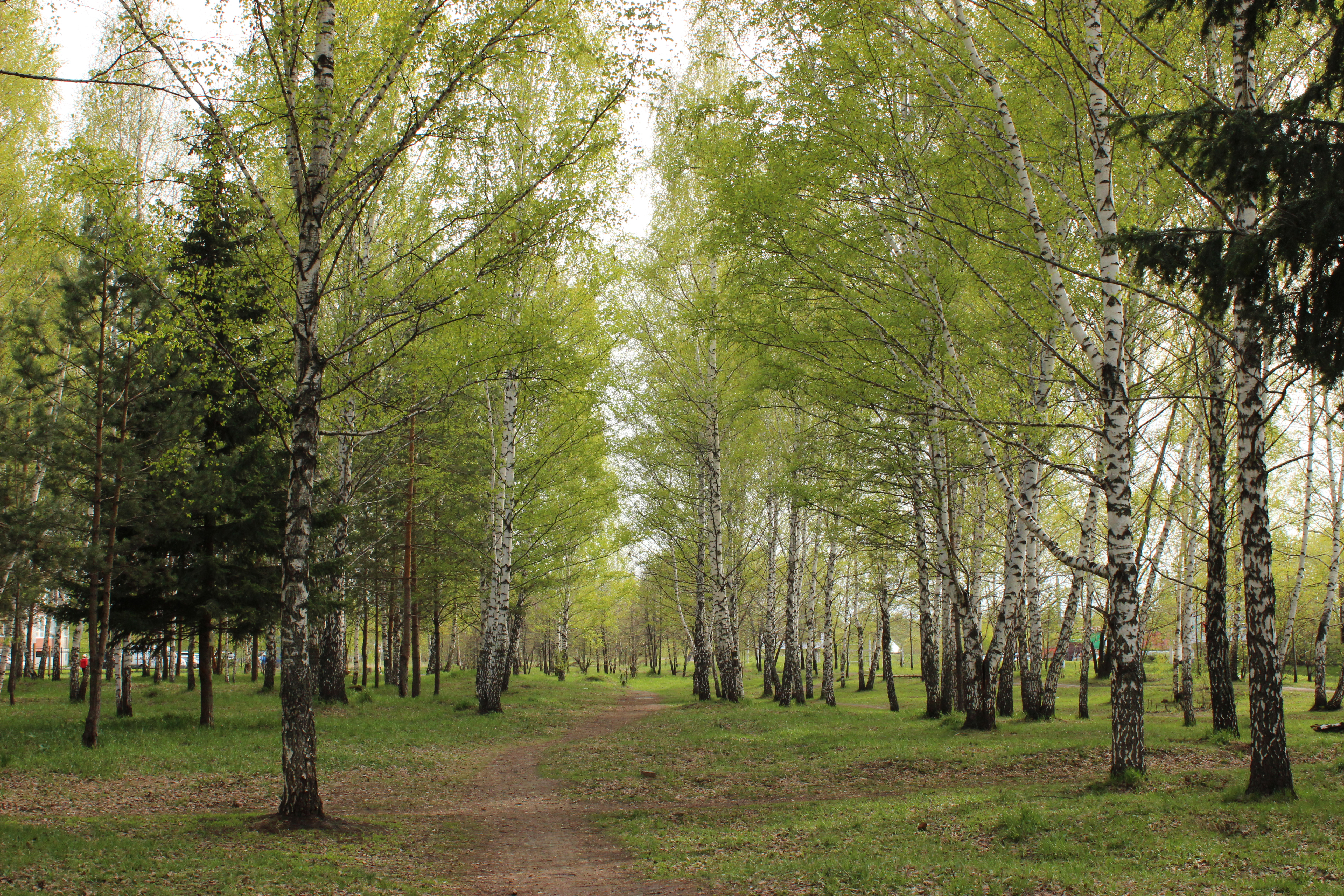
ООПТ «Берёзовая роща "Каштак"»

С другой стороны улица примыкает к району Каштак, названному по одноименной горе, где также протекали родники с питьевой водой — в XIX веке живописный лес на возвышенности служил для воскресного отдыха горожан. В наши дни здесь находится берёзовая роща, которая имеет статус ООПТ местного значения.
В очистке и обустройстве Дальнего ключа принимал участие приехавший в 1817 году в Томск будущий декабрист Г. Н. Батеньков. В 1895 году для охраны ключа над ним возвели часовню, использовав павильон, построенный на Иркутском тракте в связи с посещением Томска цесаревичем Николаем в 1891 года.
Ещё в 1830-х годах при разработке томских градостроительных планов планировалось устройство городского бульварного кольца по нынешним проспекту Кирова, Комсомольскому проспекту и Дальне-Ключевской улице, в связи с чем последняя на планах 1840-х годов именовалась Бульварной.
В конце XIX века ключи находились в плачевном состоянии: рядом, на заимке Кухтерина, располагались кожевенный и овчинный заводы, а также кожевенный завод Б. Л. Фуксмана, мыловаренное производство и баня Шубина — отходы от производств вкупе с нечистотами из Страшного рва под горой Каштак загрязняли воду. Неблагоприятные условия сказывались критически на здоровье населения: уровень кишечно-инфекционных заболеваний в этом районе был самым высоким в городе.

### XX век
В 1901 году на улице открыли инфекционную больницу на 20 коек для «острозаразных больных», которую в 1909 году перевели на Плетнёвскую заимку (ныне ул. Больничная)  — пост заведующего с 1903 по 1936 год занимал выдающийся врач Г. Е. Сибирцев, чьё имя учреждение носит и по сей день.
В 1927 году к улице присоединили последний квартал Алексее-Александровской улицы, тянувшийся вдоль Вознесенского кладбища.
7 июля 1939 года Вознесенское кладбище было закрыто, а в августе 1951 года его территория передана заводу «Сибкабель» под строительство производственных площадей.
В 1956 году по улице была начата прокладка трамвайной линии длиной 3,25 км, связавшая центр города с вокзалом Томск-II. Для сглаживания подъёма пришлось выполнить очень большой объём земляных работ.
В 1963 году горисполком поручил заботу о благоустройстве и охране Дальнего ключа томскому сельхозтехникуму.

### XXI век

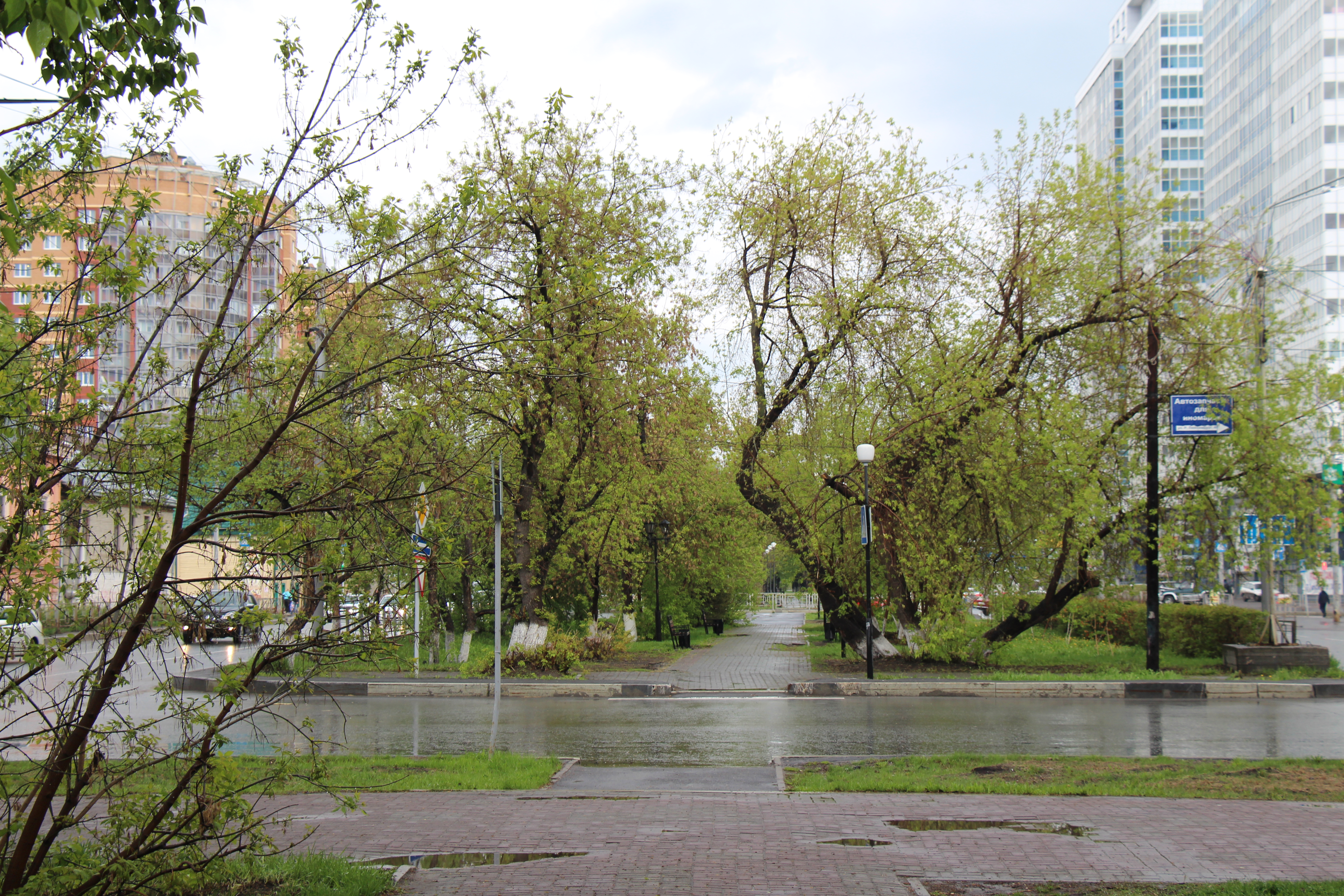
Бульвар на ул. Дальне-Ключевская, 2017 год.

В 2011 году трамвайная линия была разобрана в связи со строительством масштабной двухуровневой Пушкинской развязки, улица реконструирована под четырёхполосную дорогу.
В сентябре 2017 года заброшенная трансформаторная будка по адресу Дальне-Ключевская, д. 16А стала одним из трёх арт-объектов фестиваля уличного искусства «Stenograffia», приуроченного к Дню Томича — московский художник создал иллюзионистическое граффити тропических растений под названием «Окно в лето». Несмотря на согласование росписей с администрацией, через несколько месяцев поверх них собственник здания снова повесил рекламные баннеры, которые не удалось убрать, несмотря на общественный резонанс. На данный момент здание находится в руинированном состоянии.
В 2022 году улица была включена в список дорог, которые планировалось отремонтировать в 2023 году по нацпроекту «Безопасные и качественные дороги».